# MGMホールディングス
MGMホールディングス（MGM Holdings, Inc.）は、アメリカ合衆国の純粋持株会社で、エンタテインメント企業であるメトロ・ゴールドウィン・メイヤー・スタジオの親会社であった。2005年に設立され、本社はカリフォルニア州ビバリーヒルズにあった。2022年にテクノロジー企業Amazonに買収され、2023年にその子会社Amazonスタジオと合併してAmazon MGMスタジオが設立された。

## 歴史
MGMホールディングスは、2005年2月11日にソニーを中心としたコンソーシアムによって設立され、2005年4月8日に48億米ドルのレバレッジド・バイアウトでMGMを買収した。その後、2010年12月20日に破産するまでの間、MGMホールディングスは、プロビデンス・エクイティ・パートナーズ（29％）、TPGキャピタル（旧テキサス・パシフィック・グループ）（21％）、ソニー・コーポレーション・オブ・アメリカ（20％）、コムキャスト（20％）、DLJマーチャント・バンキング・パートナーズ（7％）、クアドラングル・グループ（3％）によって所有されていた。

### 売却の試みと破産手続き
2009年8月にMGMの新CEOに就任したスティーヴン・クーパーは、MGMが現在のビジネスモデルを継続できるようにするために、長期債務を再編すべきだとMGMの貸し手を説得しようとした。しかし、貸し手側はこれを拒否し、投資額を回収するには売却しかないと主張した。クーパーは、買い手候補の関心度と売却資産の価値を測るため、オークションを実施することに合意した。
2009年11月12日、MGMは「独立した事業体としての運営、戦略的パートナーシップの形成、会社売却の可能性の評価など、様々な戦略的代替案を検討するプロセスを開始する」と発表した。同社が検討していた選択肢には、会社の売却や他のメディア企業との合併、または資産オークションが含まれていた。このオークションには、4,000タイトルの映画およびテレビ番組のライブラリ、会社のロゴ、「ジェームズ・ボンド」フランチャイズの権利、および3本の「ホビット」映画の半分の所有権の売却が含まれていた可能性がある。また、新たな投資家から多額の資金を得られる可能性も示唆していたが、業界アナリストはその可能性は低いと考えていた。買い手の候補としては、タイム・ワーナー（1986年5月以前のMGMの作品群をすでに所有しており、十分な現金の蓄えがあり、ホビット映画をMGMと共同制作している）、クオリア・キャピタル（ハリウッドのプロデューサー、アミール・マリンが率いるプライベート・エクイティ・ファンド）、20世紀フォックス（MGMの家庭用メディアの配給会社）、ライオンズゲートなどが挙げられた。
また、MGMは、債権者が2010年1月31日までの債務支払いの猶予に同意したことを発表しましたが、猶予期間は2010年3月31日まで延長された。
2009年12月初旬の時点で、16社がMGMの全部または一部の買収に興味を示していたが、実際にMGMの財務諸表を調査できるような機密保持契約を結んだのは2社だけだった。「ハリウッド・リポーター」によると、ワーナー・ブラザース、20世紀フォックス、ライオンズゲートの3社が、MGMの有力な買収候補とされていた。しかし、業界関係者の間では、「ジェームズ・ボンド」の映画フランチャイズや「ホビット」映画など、10億ドル以下の入札額になるような、MGMの一部の資産にしか買い手がつかないのではないかと心配されていた。少なくともある業界紙は、債権者がスタジオの一部または全部に対して20億ドルのオファーを受け入れるだろうとした。また、18億ドルの入札であっても、買い手が「シュマック・インシュアランス」（一定の条件と期間の下で負債を株式に転換する権利）に同意すれば、受け入れられる可能性があると業界関係者は語った。12月18日の報道によると、ニューズ・コーポレーションの映画スタジオ、20世紀フォックスがMGMの買収に関心を持っていたが、ニューズ・コーポレーションはMGMの秘密保持契約の「制限的」な条件に同意できなかったという。その条件とは、（一部）買い手候補がMGMの債権者と話すことを認めないというもの。秘密保持契約の厳しい条件のために、他の2社の買い手候補も参加を拒否し、他の数社も条件を巡って交渉中であり、プロセスに参加できなかった。ある業界紙は、デューデリジェンスのプロセスは「遅々として進まない」と報じており、12月18日の時点で参加しているのは、候補者20社のうちわずか4社だった。
MGMは当初、1月15日金曜日をスタジオの買収に関心のある企業からの入札を受ける期限としていた。しかし、予想よりも少ない入札数となった。ドリームワークスとの合弁会社を持つリライアンス・エンターテインメントが期限日に入札に参加した。ニューズ・コープは、1月15日頃に秘密保持契約を結び、入札を検討していると報じられた。1月17日、ニューヨーク・タイムズ紙は、タイム・ワーナー、ライオンズゲート、および数社の中小企業から入札があったが、そのほとんどが最低価格の20億ドルを下回っていたと報じた。中には10億ドルを下回るものもあったとされる。また、ほぼすべての入札には、MGMがまず破産申請をして債務を整理することが必要とされていた。しかし、フィナンシャル・タイムズ紙は、情報筋の話として、ほとんどの入札額は15億ドルから20億ドルの範囲内だと考えていると伝えてた。あるメディアが報じたところによると、タイム・ワーナーはすでにMGMのライブラリの大部分を所有しており、多額の現金を蓄えていることから、業界内では有力な入札者と見られていた。また、クオリア・キャピタルは、5億ドルの負債を自社株に転換することに合意すれば、MGMの債権者がスタジオを破産に追い込むことを回避できると提案した（これにより、MGMは現金を注入できるとともに、負債のかなりの部分を解消することができる）。1月23日までに、レラティビティ・メディア（約16億ドル）とリライアンス・エンターテインメント（約18億ドル）からも入札があった。その6日後、MGMは期限を3月31日に延長し、その翌日までにニューズ・コーポレーションは、MGMに現金を提供して会社を存続させるべきだと提案した。
MGMは2010年2月、今後4カ月以内にスタジオを売却する可能性が高く、『オフロでGO!!!!! タイムマシンはジェット式』がMGMの名を冠した最後の4作品のうちの1つになるかもしれないとされた。しかし、ジェームズ・ボンドの新作や、MGMのライブラリーから選ばれた他の映画作品のレーベルとして、MGMは継続する可能性があるという意見もあった。その数週間後、MGMは3月19日を、タイム・ワーナーやライオンズゲートなど、スタジオの買収に関心のある企業からの入札を受け付ける期限としたが、タイム・ワーナーは、同社のワーナー・ブラザースのカタログに、テッド・ターナーが当初買収した1986年5月以前のMGM作品がすでにすべて含まれていたため、スタジオを買収する可能性が最も高いと考えられていた。
結局、MGMは2010年11月3日に連邦破産法第11章の適用を申請し、12月2日に連邦破産裁判所がMGMの更生計画を承認したことで、MGMの債権者が会社を引き継ぐことになった。2010年12月17日、同社は約50名のスタッフを解雇した。

### 債権者グループの所有
破産からの脱却後、MGMの担保付債権者であるクレディ・スイスやJPモルガン・チェースは、ハリウッドのスタジオであるメトロ・ゴールドウィン・メイヤーを所有するMGMホールディングスを共同で所有していた。2010年12月、MGMは、スパイグラスのパートナーであるゲイリー・バーバーとロジャー・バーンボームをスタジオの共同会長および共同CEOに任命し、また、元ピクサーのCFOであるアン・メイザーをMGMの新しい取締役会のトップに任命した。2010年12月29日、MGMはニューヨークのグループ、ジョージ・コンフォート＆サンズと、235-269 N. ビバリーの一角にある6階建てのビルの新しいリース契約を結び、センチュリー・シティの旧本社を離れた。
2011年末の財務報告書によると、MGMはトム・クルーズが保有していたユナイテッド・アーティスツの30％の株式を取得し、再びUAの100％を保有することになった。
2012年5月、MGMは、LAPTVとコンテンツの長期契約を結びながら、LAPTVの少数無議決権株式をフォックス・インターナショナル・グループに売却した。2012年7月31日、MGMは、MGMの筆頭株主であるカール・アイカーンとの間で、彼が保有するMGMホールディングスの株式を5億9000万米ドルで取得する契約を発表した。この取引により、MGMは、スタジオの株式公開や戦略的投資家への売却に備えて、スタジオの市場価値を24-30億米ドルに設定することができた。7月31日、MGMは、カール・アイカーンを買収するための資金調達とIPOの準備のために、米国、カナダ、英国、ドイツ、およびブラジルとオーストラリアの合弁会社を残したまま、MGMネットワークスをチェロメディアに売却した。チェロメディア（後にAMCネットワークスに買収され、AMCネットワーク・インターナショナルに社名変更）は、MGMブランドとコンテンツのライセンスを取得し、購入したMGMチャンネルでの放送を継続する。
2014年9月、MGMは、ハリウッドのプロデューサーであるマーク・バーネットとローマ・ダウニーが運営するワン・スリー・メディアとライトワーカーズ・メディアの55％の株式を取得した。この2社は、UAとともに、ユナイテッド・アーティスツ・メディア・グループとして知られる新しい映画・テレビ会社に統合された。2015年12月14日、MGMは、まだ保有していなかったUAMGの残り45％の株式を取得したことを発表した。ダウニーとバーネットは合計で2億3300万ドル相当のMGMの株式を受け取り、ハーストは現金を受け取った。また、バーネットは、退任するローマ・カーナに代わり、MGMテレビジョンのCEOに昇格した。
2017年10月、MGMの取締役会は、ゲイリー・バーバーの会長兼CEOとしての契約を2022年12月まで更新しました。2018年2月、レイサム・アンド・ワトキンスの元メディアM&A弁護士であるクリス・ブレイトンが最高執行責任者に就任した。2018年3月19日、MGMホールディングスは、バーバーがスタジオの取締役会によって解雇されたことを発表した。MGMは彼の解雇理由を明らかにしなかった。暫定的に、新たに設立されたオフィス・オブ・CEOが指揮を執ることになった。4月下旬、MGMは25作目の「ジェームズ・ボンド」映画の権利を梃子にしたスタジオ売却を決定し、アンナプルナ・ピクチャーズとワーナー・ブラザースが入札候補と見られた。5月21日には、バーバー（ストックオプションによりMGMの9％を保有）がMGM買収のための入札を検討しており、投資銀行にオファーの資金調達について話していることが報じられた。その代わり、バーバーは6月に自分の株式とオプションをMGMに売却し、3年間の会社関連事項の停止状態になる。
2018年7月、MGMは負債資本構造を25億ドルにリセットしたが、これはMGMが事前の融資制度を完済したことで借入金利が低下したため。ムーディーズ・インベスター・サービスは、テレビ番組への支出が増加したことと、財政的に保守的なバーバーがCEOを退任したことを理由に、MGMの主要な2つの格付けを引き下げたにもかかわらずだった。2013年から取締役を務めているナンシー・テレムは、2019年2月7日までに、長期的な戦略を担当するエグゼクティブ・ディレクターという肩書きで、同社のオフィス・オブ・CEOに参加した。しかし、テレムは、TVグループ会長のマーク・バーネットとの衝突もあり、半年でその職を退いた。MGMのモーション・ピクチャー・グループの社長であるジョナサン・グリックマンは、アレサ・フランクリンの伝記的『リスペクト』映画を皮切りにファーストルック契約を結んで、2020年2月1日に退社した。2020年3月1日よりマイケル・デ・ルカが会長としてモーション・ピクチャー・グループを担当した。

### Amazon
2020年12月、MGMは、新型コロナウイルスのパンデミックや映画館の閉鎖によるストリーミング・プラットフォームの支配を要因として、スタジオの売却の可能性を検討し始め、モルガン・スタンレーとライオンツリー・アドバイザーズを採用し、スタジオに代わってプロセスを処理した。2021年5月17日、Amazonがスタジオの買収交渉に入った。2021年5月26日、Amazonは84.5億ドル（約9200億円）でスタジオを買収する意向を発表し、スタジオとその部門・資産は新しい親会社の下で事業を継続することになった。2022年3月17日、買収が正式に完了した。2023年10月3日、MGMホールディングスはAmazonスタジオに吸収され、Amazonスタジオの社名をAmazon MGMスタジオに変更した。

## 資産
MGMホールディングスは、直接的または間接的に約160の関連会社を所有・管理しており、その中でも特に注目すべきグループ会社は以下:

### 現在

#### 映画製作・配給、ホームエンターテインメント
- メトロ・ゴールドウィン・メイヤー
  - MGMホームエンターテインメント
  - ユナイテッド・アーティスツ・リーシング（ミラー・リーシング社）※アンナプルナ・ピクチャーズ、オライオン・ピクチャーズとの合弁配給会社
  - アメリカン・インターナショナル・ピクチャーズ
- オライオン・ピクチャーズ
  - オライオン・クラシックス

#### テレビジョン
- MGMテレビジョン
  - ビッグ・フィッシュ・エンターテイメント
  - エボリューション・メディア（エボリューション・フィルム＆テープ）
  - ガトー・グランデ・プロダクション（メキシコの企業家ミゲル・アレマンとアントニオ・キュエとの合弁）
  - オライオン・テレビ・プロダクション
  - ライトワーカーズ・メディア
- MGMデジタル
  - スターゲイト・コマンド - ストリーミング・サービス
  - ユナイテッド・アーティスツ・デジタル・スタジオ[69]

#### その他の資産
- MGMアニメーション
- MGMコンシューマー・プロダクツ
- MGMインタラクティブ
- MGMミュージック
- MGMオン・ステージ

### 以前
- MGMネットワークス
  - MGMチャンネル
- ワークス
- レインボー・メディア（20%）
- カロルコ・ピクチャーズ（15%）